# 山犬嶽
山犬嶽（やまいぬだけ）は、徳島県勝浦郡上勝町に位置する山である。標高997.2m。

## 地理
上勝町のほぼ中央に聳え、高丸山東方約5Km、S字形に東方へ延びる尾根上に位置する。頂上に早雲神社のあることから雲早山ともいわれ、頂上近くに大師堂のあることから大師山とも呼ばれる。
山名の由来は、元禄14年に大崩壊があり、山頂の岩石が山犬の牙をむいた形状に似たところからついたと言い伝えられている（上勝町誌）。また、「勝浦郡志」に寛文年間に野尻村日浦に宝積院の行清という山伏が山犬岳で雨乞いをしたが、効果が現れないので、牛肥をまき散らして山をけがすと、空はかき雲り、7日7夜にわたって雨が降り続き、瀬津の山が8町も崩れたという。
山犬嶽の崩壊地点は南の山腹で、8haの巨礫原を形成している。滑落差を馬蹄形に示し、直径600m、高さ130m、60度から70度の急傾斜をなしている。また山中の行者ヶ丸という岩場に、安永8年銘の役の行者の石像がある。昔は女人禁制の山伏修験道の山であったという。山頂の雲早神社は雨乞の神を祀る。